# Diadegma neomajale
Diadegma neomajale är en stekelart som beskrevs av Horstmann 1969. Diadegma neomajale ingår i släktet Diadegma och familjen brokparasitsteklar. Arten är reproducerande i Sverige. Inga underarter finns listade i Catalogue of Life.